# Pyrenecosa spinosa
Pyrenecosa spinosa  (лат.) — вид пауков рода Pyrenecosa семейства пауков-волков (Lycosidae). Был описан французским арахнологом Жаком Дени в 1938 году.

## Распространение
Эндемик Андорры.

## Описание
Головогрудь тёмно-коричневая, глазная область черноватая. Стернум светло-коричневый.
Опистосома (брюшко) в верхней части серо-чёрного цвета, остальная часть светлее.
Ноги от коричневатых до желтовато-коричневых.
Окраска тела самцов и самок одинаковая, половой диморфизм проявляется в размерах: самцы длиной 7 мм, самки — 8 мм.